# Mulumba Lukoji
Crispin Mulumba Lukoji (* 5. März 1943 in Kipushi; † 3. März 1997 in Johannesburg) war ein kongolesischer Politiker und vom 15. März 1991 bis zum 2. Oktober 1991 Premierminister der Demokratischen Republik Kongo (Zaire).

## Leben und Wirken
Lukoji studierte Rechtswissenschaft an der Universität Kinshasa und schloss mit dem Bachelor of Laws ab. An der Columbia University erlangte er den Master of Arts. 1972 wurde er in Kinshasa promoviert. Er war als Professor an der Rechtswissenschaftlichen Fakultät der Universität Kinshasa und als Staatskommissar tätig.
Nach dem Rücktritt von Lunda Bululu wurde Lukoji am 15. März 1991 der zweite Premierminister der Übergangsregierung. Er leitete die Nationale Konferenz (Conférence nationale souveraine) im August 1991. Die Opposition warf ihm vor, auf der Seite von Mobutu Sese Seko zu stehen. Am 30. September 1991 trat er während Bürgerunruhen  zurück.
Er starb 1997 an einem Herzinfarkt.